# 제201원정군사정보여단
제201원정군사정보여단(201st Expeditionary Military Intelligence Brigade)은 워싱턴주 포트 루이스에 있는 미국 육군 군사정보대의 원정전 여단이다. 표어는 "With courage and vision".

## 역사
제201원정군사정보여단은 제503육군보안단과 제201군사정보분견대를 병합하여 1987년 9월 1일에 편성하였다. 

### 제503육군보안단
1942년 7월 23일, 플로리다주 마이애미에서 제323통신중대로 창설되었다. 태평양 전쟁에 투입되었다.
1946년 10월 17일 메릴랜드주 앤드루스 비행장에서 동원해제로 해산하였다.
1950년 9월 6일, 제323통신무선정보중대로 무선 통신에서의 통신 보안를 맡은 부대로 개편되고, 10월 2일, 재소집되어 이듬해 1월 3일에 제601교신정찰단으로 재편성되었다. 2월 5일, 503으로 서수가 바뀌었다. 5월 1일, 버지니아주 포트 마이어에서 현역 근무 명령을 하달받았다. 6.25 전쟁에 투입되었다.
1955년 5월 16일, 현역 근무가 해제되어 육군 예비군(1952년 7월 9일, 조직된 에비대에서 개편됨)으로 되돌려졌다. 7월 20일에 동원해제, 그리고 해산하였다.
1956년 1월 6일부터 1959년 6월 27일까지 워싱턴 D.C.에서 근무하였다.

### 제201군사정보분견대
태평양 전쟁에 투입될 제201CIC분견대 부대로서 1944년 7월 12일에 조직되어 다음 달 8월 20일 뉴기니에서 활동을 개시하였다.
1946년 2월 25일, 일본에서 해산하였다.
1950년 10월 6일에 한반도에서 재소집되어, 제1군단의 방첩대로서  1955년 2월 21일까지 참전하였다.
1959년 3월 20일 정규군에 배정되어, 그 해 6월 12일에 다시 주한 미군으로서 1971년 6월 30일에 제1군단과 함께 다시 해산할 때가지 근무하였다.
1959년 제201군사정보분견대로 개편되었다.
1971년 10월 1일, 미국 본토의 텍사스주 포트 후드에서 1975년 6월 21일까지 근무하였다.

### 제201군사정보여단
1987년 9월 1일, 제503육군보안단과 제201군사정보분견대는 워싱턴주 포트 루이스에서 제201군사정보여단으로 병합되었다.
- 제14군사정보대대 (전술 개척), 포트 루이스
- 제502군사정보대대 (작전), 포트 루이스
- 제631군사정보대대 (항공 개척), 오리건주 살렘 (오리건 육군 국가방위대)

### 제201전장감시여단
2008년 7월 3일, 모듈려 여단 중 전장감시여단 편제가 적용되어 제201전장감시여단으로 재편성되었다.

### 제201원정군사정보여단
2017년, 전력사령부 산하 부대의 3개 정규군 전장감시여단은 원정전에 투입되는 군사정보여단으로 개편되었다. 그와 함께 군사정보여단 편제에 포함되지 않는 전방지원중대와 네트워크지원중대는 해산하였다.

## 부대
- 본부 및 본부중대
- 제109군사정보대대
- 제502군사정보대대

## 계보

### 제503육군보안단
- 1942년 7월 23일, 323d Signal Company→제323통신중대
Army of the United States에 배정됨.
- 1950년 9월 6일, 323d Signal Radio Intelligence Company→제323통신무선정보중대
조직된 예비대에 배정됨.
- 1951년 1월 3일, Headquarters and Headquarters Company, 601st Communication Reconnaissance Group
→제601교신정찰단, 본부 및 본부중대
- 1951년 2월 5일, Headquarters and Headquarters Company, 503d Communication Reconnaissance Group
→제503교신정찰단, 본부 및 본부중대
- 1951년 5월 1일, 정규군 근무 명령을 하달받음.

- 1955년 5월 16일, 정규군 근무 해제 및 육군 예비군으로 배정됨.
- 1956년 9월 3일, Headquarters and Headquarters Company, 503d Army Security Agency Group
→육군보안국 제503단, 본부 및 본부중대
2003년 9월 16일, 육군 예비군에 배정됨.

### 제201군사정보분견대
- 1944년 7월 12일, 201st Counter Intelligence Corps Detachment→방첩대 제201분견대
Army of the United States
- 1959년 3월 20일, 정규군에 배정됨.
- 1959년 5월 15일, 201st Military Intelligence Detachment→제201군사정보분견대

### 제201군사정보여단
- 1987년 9월 1일 , Headquarters and Headquarters Detachment, 201st Military Intelligence Brigade
정규군에 배정됨.
→제201군사정보여단, 본부 및 본부분견대

### 참가한 전역
| 스트리머, 전쟁 명칭 | 내역 |
| ------------------- | --- |
| WW2, 태평양 전쟁    | - 대잠전 - 뉴기니 - 서태평양 - 루손 |
| 6.25 전쟁           | - UN 공세 - CCF 개입 - 제1차 UN 반격 - CCF 봄 공세 - UN 여름-가을 공세 - 두번째 한반도 겨울 - 1952년 한반도 여름-가을 - 세번째 한반도 겨울 - 1953년 한반도 여름 |
| 이라크 전쟁         | - 이라크 자주권 - 새로운 새벽 작전 |
| 아프가니스탄 전쟁   | - 2012년 5월 – 2013년 2월 - 2014년 - 2015년 - 2019년 9월 - 2020 6월                                                                                             |

### 스트리머
| 그림                    | 이름                              | 내역 | 출처 |
| ----------------------- | --------------------------------- | ---- | ---- |
| 육군 우수부대표창       | 태평양 전구                       |      |      |
| 1953년 한반도           |                                   |      |      |
| 필리핀 대통령 부대 표창 | 1944년 10월 17일 ~ 1945년 7월 4일 |      |      |

## 참고
- “Headquarters and Headquarters Detachment, 201st Military Intelligence Brigade” (미국 영어). 2005년 2월 10일. 2024년 12월 22일에 확인함.